# Zopherus nervosus
Zopherus nervosus là một loài bọ cánh cứng trong họ Zopheridae. Loài này được Solier miêu tả khoa học năm 1841.